# Skjutspel
Skjutspel är en undergren i actionspel som syftar på att spelarens huvudsakliga uppdrag är att "skjuta" saker genom direktinmatad riktning. Sådana spel är ofta byggda på att testa testa spelarens snabbhet och reaktionsförmåga, men det finns även passiva skjutspel som bygger på taktik eller annat, såsom simulatorspel.

## Undergrenar
Skjutspel är uppdelade i flera undergrenar som vanligen fokuserar på en avatar med någon typ av eldvapen. Några av de väsentliga undergrenarna är:
- Shoot 'em up – skjutspel med tvådimensionell styrning för spelaren, vars huvuduppgift främst är att skjuta ned fiender och undvika farliga hinder. Spelaren kan till exempel vara en avatar i tredjepersonvy (sedd från utomstående vinkel) eller ett riktmärke i förstapersonvy (sedd från skyttens siktlinje). Spelfältet kan vara stationärt, vertikalt skrollande (vertikalskrollande datorspel(en)), horisontellt skrollande (sidskrollande datorspel), isometriskt skrollande (isometriskt spelperspektiv(en)), tredimensionellt skrollande (rälsskjutare(en)), plattformbaserat, etc, och riktning sker antingen med styrknappar, styrkors, styrspak eller ljuspistol med mera.
- Förstapersonsskjutare (FPS-spel) – skjutspel med tredimensionell styrning för spelfiguren, där bildskärmen motsvarar spelfigurens synfält, så kallad förstapersonvy (subjektiv vy), och har riktmärket centrerat på skärmen.
- Tredjepersonsskjutare (TPS-spel) – skjutspel med tredimensionell styrning för spelaren, där bildskärmen visar spelfiguren i tredjepersonvy, såsom över axeln (halvsubjektiv vy), fågelperspektiv med mera, och har riktmärket centrerat eller rörligt på skärmen.